# Antonio Catania
Antonio Catania, född 1952 i Acireale, Sicilien, Italien, är en italiensk skådespelare.

## Filmografi, i urval
- 1991 - Jag älskar soldater
- 2000 – Bröd och tulpaner